# Santi Vendrell
Santi Vendrell és el nom artístic de Santiago Vendrell i Palazón, nascut a Sant Boi de Llobregat el 22 de novembre de 1959), cantant bàsicament en llengua catalana.

## Trajectòria artística
A mitjans dels anys 70 va formar un duet amb Miquel Murga amb el nom de "Miquel i Santi". El 1979 enregistraren un single amb un tema propi, Salpar de tardor, i un poema de Miquel Martí i Pol, ("Romanço").
El 1981, Santi Vendrell inicia en solitari la seva trajectòria en la cançó d'autor amb el seu primer disc de títol "Un quadre antic", editat per Edigsa. Des d'aquell moment es perfila ja com una nova veu a tenir en compte. El 1982 publica el seu segon disc de títol "Secrets del cor", amb les seves pròpies composicions de caràcter romàntic, però la seva màxima popularitat i xifra de vendes de discs (va arribar a vendre'n 25.000 còpies) les aconsegueix el 1984 emb el seu disc "Negre i blanc", amb un estil de cançó d'autor sentimental i despolititzada. Aquell mateix any va participar en la campanya electoral de Convergència i Unió component el tema "Fem i farem" com a himne de la formació.
Tanmateix, la utilització de la mateixa cançó en una versió rumba en la campanya de les eleccions de 1989 va portar-lo a presentar demanda civil per infracció de drets de propietat intel·lectual, concretament transformació de l'obra sense autorització, en fer-se uns arranjaments per adaptar l'obra original a la versió rumba. Va guanyar en primera i en segona instància, per haver-li causat amb aquell fet, segons la sentència, un efectiu perjudici i menyspreu de la seva reputació.
Més tard publica altres discs sense arribar a l'èxit de l'anterior, com "Darrere el glaç" el 1985, "Dia a dia" el 1986, "Mediterrània" el 1988, "Oblida´m si no em vols" el 1990 i "Molt personal" el 1993, aquest darrer amb arranjaments de Manel Camp i Josep Lluís Moraleda. L'incompliment d'una promesa de subvenció per aquest disc va rematar una ratxa negativa que el va apartar per dos anys de l'activitat musical. Durant la segona meitat dels 90 i fins a l'any 2000 va regentar "La Taverna" i "El Refugi", dos locals de Platja d'Aro on hi canta i per on hi passen també d'altres artistes. El 2001 edita un últim disc en directe, de títol "Concert acústic", en el qual interpreta cançons pròpies i alguns temes de reconeguts autors de la Nova cançó.
Santi Vendrell reapareix amb el seu desè disc el 2009, "Parlem-ne", un treball amb cançons inèdites que revelen una etapa de més maduresa com a compositor i intèrpret.

## Discografia
- Un quadre antic (1981)
- Secrets del cor (1982)
- Negre i blanc (1984)
- Darrere el glaç (1985)
- Dia a dia (1986)
- Mediterrània (1988)
- Oblida´m si no em vols (1990)
- Molt personal (1993)
- Concert acústic (2001)
- Parlem-ne (2009)
- Tiempo de cerezas (2020)